# Shooting guard

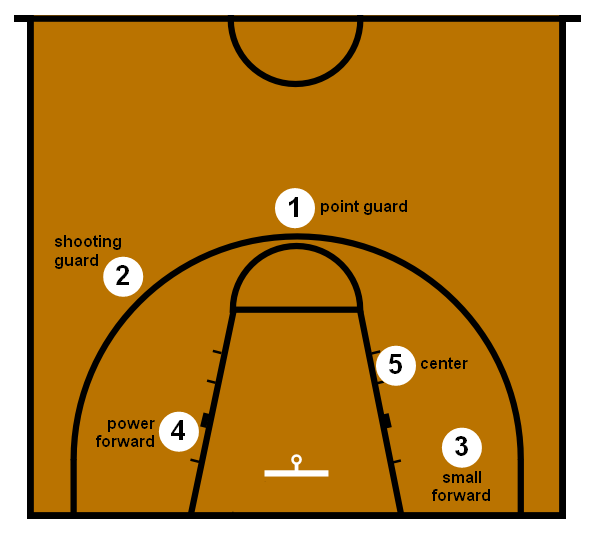
Nummer två på bilden

Shooting guard (SG), även kallat "tvåan", är en position i basket. Shooting guarden släpar (trailar) ofta efter den som driver upp bollen. Andraguardens främsta uppgift är att komma till skottlägen och driva mot korgen.

## Kända shooting guard-spelare
- Ray Allen
- Kobe Bryant
- Vince Carter
- Michael Jordan
- Reggie Miller
- Dwyane Wade
- Jerry West
- James Harden
- Klay Thompson